# Estação de Yuquanlu
A Estação de Yuquanlu (Chinês simplificado: 玉泉路站; pinyin: Yùquánlù Zhàn) é uma estação na linha 1 do metrô de Pequim.

## References
1. ↑  «Beijing Subway». eBeijing. Beijing Municipal Government